# Jon Dahl Tomasson
Jon Dahl Tomasson, né le 29 août 1976 à Roskilde au Danemark, est un footballeur international danois évoluant au poste d'attaquant reconverti entraîneur. Il est actuellement le sélectionneur de l'équipe de Suède de football.
Connu en tant que joueur pour ses passages dans les clubs du Feyenoord Rotterdam et du Milan AC notamment, Tomasson a également représenté l'équipe nationale du Danemark en étant l'un des joueurs majeurs de 1997 à 2010, détenant par ailleurs le record de buts en sélection avec 52 réalisations, à égalité avec Poul Nielsen.

## Biographie

### En club

#### Débuts
Jon Dahl Tomasson se fait remarquer sous le maillot juniors du Køge BK alors qu'il surclasse les autres joueurs.
À dix-sept ans, pressé de goûter au monde professionnel, Jon Dahl prend la mer et met le cap au Sud où il rejoint Heerenveen aux Pays-Bas. Lancé dans le grand bain à dix-huit ans, l'ailier droit au maillot rayé blanc et bleu inscrit cinq buts en seize matchs et délivre une bonne dizaine de passes décisives au bout de chevauchées techniques de haute volée. La saison suivante, il est couronné roi des buteurs de son club avec quatorze buts en trente matchs. Il améliore encore ses statistiques et sa moyenne lors de l'exercice 1996-1997 (18 unités en 32 rencontres). Mieux, cinquième du championnat, il atteint la finale de la Coupe des Pays-Bas perdue (4-2).
Devenu international danois le 23 mars 1997 contre la Croatie à Split (1-1), des clubs comme le FC Barcelone et l'Ajax Amsterdam avancent leurs pions et leurs offres mirobolantes. Mais John Dahl ne souhaite pas faire banquette, même dans les plus grands clubs. Il repousse les offres pour répondre favorablement à Kevin Keegan, entraîneur de Newcastle United. Mais Keegan est licencié par ses dirigeants et son successeur Kenny Dalglish ne fait pas du Danois sa priorité. Tomasson n’inscrit que trois buts en 28 rencontres de Premier League et rate la Coupe du monde 1998, mais avive les regrets barcelonais en Ligue des champions en distillant deux passes décisives à Asprilla pour une victoire (3-2).

#### Retour aux Pays-Bas
Tomasson rompt son contrat de cinq ans et rejoint le Feyenoord Rotterdam pour se relancer. Muet et inefficace en Angleterre, il retrouve toute sa percussion (treize buts) et devient champion des Pays-Bas. Durant 4 saisons passées au Feyenoord, il côtoie des joueurs tels que Paul Bosvelt, Bonaventure Kalou, Pierre van Hooijdonk ou encore Robin van Persie. Tomasson inscrira toujours au moins 10 buts par saison en championnat, et remportera à domicile, au stade De Kuip, la coupe de l'UEFA 2001-02 contre le Borussia Dortmund (3-2). Durant cette finale, il provoque le pénalty du 1-0 (faisant au passage expulser Jorgen Kohler, qui disputait le dernier match de sa carrière), puis il inscrit le 3e but de son équipe.

### En sélection
Jon Dahl Tomasson honore sa première sélection avec l'équipe nationale du Danemark le 29 mars 1997 face à la Croatie. Il entre en jeu à la place de Per Frandsen et les deux équipes font match nul (1-1).
Après le départ à la retraite des frères Laudrup, il prend sa chance et marque son premier but contre le Pays de Galles en juin 1999. Auteur de deux nouveaux buts contre la Suisse, il inscrit celui de la victoire en Italie, synonyme de barrages pour l'Euro 2000. Inarrêtable, il s'offre un doublé en Israël et ajoute une unité au retour pour un triomphe sur l'ensemble des deux matchs (8-0) et une qualification pour la phase finale du Championnat d'Europe. Il disputa sa première compétition lors de l'Euro 2000 où les danois sortiront en phases de poules.
Il contribue grandement à la qualification du Danemark pour la coupe du Monde 2002 avec plusieurs buts, notamment en donnant la victoire à son équipe face à la République tchèque le 2 juin 2001 (2-1) ou encore contre la Bulgarie le 5 septembre de la même année en réalisant un doublé (0-2 pour le Danemark). Tomasson se montre tout aussi efficace lors du mondial 2002 où il se met en évidence dès le premier match contre l'Uruguay en marquant les deux buts de son équipe (victoire 1-2 des Danois). Il marque encore deux buts dans la phase de groupe, contre le Sénégal (1-1) et face à la France, contribuant à la victoire des siens (2-0). Le Danemark termine premier de son groupe lors de ce tournoi mais est battu par l'Angleterre en huitième de finale. Tomasson est l'un des meilleurs buteurs de cette coupe du Monde avec 4 réalisations, seulement devancé par Ronaldo (8 buts), Miroslav Klose (5 buts) et Rivaldo (5 buts).
Il enchaîne lors de l'Euro 2004 où les Vikings s'arrêteront en quarts-de-finale, défaits par la Tchéquie 3-0. Il termine la compétition avec trois buts inscrits : un but face à la Bulgarie et un doublé face à la Suède au premier tour.
Jon Dahl Tomasson jouera sa dernière compétition avec le Danemark lors de la Coupe du monde 2010 en Afrique du Sud. Les danois sortiront dès la phase de poules. Il marquera son dernier but dans un mondial face au Japon lors du dernier match de poules. 

### Entraîneur
Le 7 juin 2011, Jon Dahl Tomasson annonce la fin de sa carrière en raison de blessures à répétition, et déclare qu'il deviendra l'entraîneur adjoint du club néerlandais d'Excelsior Rotterdam, pour la saison 2011-2012,.
Le 26 décembre 2013, il est nommé entraîneur du Roda JC Kerkrade. Le 26 mai 2014, il est démis de ses fonctions à la suite de la relégation du club en deuxième division.
Le 5 janvier 2020, Jon Dahl Tomasson est nommé entraîneur principal de l'équipe première du Malmö FF, où il succède à Uwe Rösler. Dès sa première saison avec Malmö il remporte le titre de champion de Suède en 2020. 
Le 30 décembre 2021 il décide de quitter son poste après avoir remporté le championnat de Suède en 2021.
Il retrouve un poste le 14 juin 2022, étant nommé entraîneur principal de Blackburn Rovers, où il remplace Tony Mowbray. Il dirige son premier match pour Blackburn le 30 juillet 2022, lors de la première journée de la saison 2022-2023, contre les Queens Park Rangers. Son équipe s'impose ce jour-là grâce à un but de Lewis Travis (1-0 score final),. Le 9 février 2024, en accord avec ses dirigeants, il quitte son poste d'entraineur.
Début mars 2024, il devient officiellement le nouveau sélectionneur de l'équipe de Suède de football qui va tenter de relancer une sélection non qualifiée pour l'Euro 2024.

## Palmarès

### En tant que joueur

#### Feyenoord Rotterdam
- Champion des Pays-Bas en 1999
- Vainqueur de la Supercoupe des Pays-Bas en 1999
- Vainqueur de la Coupe de l'UEFA en 2002

#### Milan AC
- Champion d'Italie en 2004
- Vainqueur de la Coupe d'Italie en 2003
- Vainqueur de la Ligue des champions en 2003
- Finaliste de la Ligue des champions en 2005
- Vainqueur de la Supercoupe de l'UEFA en 2003
- Finaliste de la Coupe intercontinentale en 2003

### En tant qu'entraîneur

#### Malmö FF
- Champion de Suède en 2020
- Finaliste de la Coupe de Suède en 2020

### Individuel
- 112 sélections, 52 buts
- Première sélection Croatie - Danemark : 1-1 le 29 mars 1997 à Split
- Élu footballeur danois de l'année en 2002 et en 2004

## Statistiques
| Saison                | Club                  | Championnat           | Championnat | Championnat | Coupe nationale | Coupe nationale | Coupe de la Ligue | Coupe de la Ligue | Supercoupe | Supercoupe | Compétition(s) continentale(s) | Compétition(s) continentale(s) | Compétition(s) continentale(s) | Danemark | Danemark | Total | Total |
| Saison                | Club                  | Division              | M.          | B.          | M.              | B.              | M.                | B.                | M.         | B.         | Comp.                          | M.                             | B.                             | M.       | B.       | M.    | B.    |
| 1992                  | Køge                  | Superligaen           | 2           | 0           | -               | -               | -                 | -                 | -          | -          | -                              | -                              | -                              | -        | -        | 2     | 0     |
| 1993                  | Køge                  | Superligaen           | 15          | 5           | 5               | 5               | -                 | -                 | -          | -          | -                              | -                              | -                              | -        | -        | 20    | 10    |
| 1994                  | Køge                  | D2                    | 31          | 23          | 2               | 4               | -                 | -                 | -          | -          | -                              | -                              | -                              | -        | -        | 33    | 27    |
| Sous-total            | Sous-total            | Sous-total            | 48          | 28          | 7               | 9               | -                 | -                 | -          | -          | -                              | -                              | -                              | -        | -        | 55    | 37    |
| 1994-1995             | SC Heerenveen         | Eredivisie            | 16          | 5           | 2               | 1               | -                 | -                 | -          | -          | -                              | -                              | -                              | -        | -        | 18    | 6     |
| 1995-1996             | SC Heerenveen         | Eredivisie            | 30          | 14          | 1               | 0               | -                 | -                 | -          | -          | -                              | -                              | -                              | -        | -        | 31    | 14    |
| 1996-1997             | SC Heerenveen         | Eredivisie            | 32          | 18          | 6               | 6               | -                 | -                 | -          | -          | -                              | -                              | -                              | 3        | 0        | 41    | 24    |
| Sous-total            | Sous-total            | Sous-total            | 58          | 37          | 9               | 7               | -                 | -                 | -          | -          | -                              | -                              | -                              | 3        | 0        | 70    | 44    |
| 1997-1998             | Newcastle United      | PL                    | 23          | 3           | 2               | 0               | 3                 | 1                 | -          | -          | C3                             | 7                              | 0                              | 1        | 0        | 36    | 4     |
| Sous-total            | Sous-total            | Sous-total            | 23          | 3           | 2               | 0               | 3                 | 1                 | -          | -          | -                              | 7                              | 0                              | 1        | 0        | 36    | 4     |
| 1998-1999             | Feyenoord Rotterdam   | Eredivisie            | 33          | 13          | 3               | 1               | -                 | -                 | -          | -          | C3                             | 2                              | 2                              | 5        | 1        | 43    | 17    |
| 1999-2000             | Feyenoord Rotterdam   | Eredivisie            | 28          | 10          | 1               | 0               | -                 | -                 | -          | -          | C3                             | 11                             | 4                              | 12       | 7        | 52    | 21    |
| 2000-2001             | Feyenoord Rotterdam   | Eredivisie            | 31          | 15          | 2               | 1               | -                 | -                 | -          | -          | C3                             | 2                              | 1                              | 9        | 3        | 44    | 20    |
| 2001-2002             | Feyenoord Rotterdam   | Eredivisie            | 30          | 17          | 1               | 1               | -                 | -                 | -          | -          | C3                             | 7                              | 4                              | 13       | 8        | 51    | 30    |
| Sous-total            | Sous-total            | Sous-total            | 122         | 55          | 7               | 3               | -                 | -                 | -          | -          | -                              | 22                             | 11                             | 39       | 19       | 190   | 88    |
| 2002-2003             | Milan AC              | Serie A               | 20          | 4           | 7               | 4               | -                 | -                 | -          | -          | C1                             | 10                             | 3                              | 8        | 6        | 45    | 17    |
| 2003-2004             | Milan AC              | Serie A               | 26          | 12          | 4               | 2               | -                 | -                 | 1          | 1          | C1                             | 7                              | 1                              | 13       | 6        | 51    | 22    |
| 2004-2005             | Milan AC              | Serie A               | 30          | 6           | 3               | 2               | -                 | -                 | 1          | 0          | C1                             | 6                              | 1                              | 10       | 4        | 50    | 13    |
| Sous-total            | Sous-total            | Sous-total            | 76          | 22          | 14              | 8               | -                 | -                 | 2          | 1          | -                              | 23                             | 5                              | 31       | 16       | 146   | 52    |
| 2005-2006             | VfB Stuttgart         | Bundesliga            | 26          | 8           | 2               | 1               | 3                 | 0                 | -          | -          | C3                             | 6                              | 2                              | 7        | 4        | 44    | 15    |
| 2006-2007             | VfB Stuttgart         | Bundesliga            | 4           | 0           | 2               | 1               | -                 | -                 | -          | -          | -                              | -                              | -                              | 4        | 4        | 10    | 5     |
| Sous-total            | Sous-total            | Sous-total            | 30          | 8           | 4               | 2               | 3                 | 0                 | -          | -          | -                              | 6                              | 2                              | 11       | 8        | 54    | 20    |
| 2006-2007             | Villarreal            | Liga                  | 11          | 4           | -               | -               | -                 | -                 | -          | -          | -                              | -                              | -                              | 5        | 3        | 16    | 7     |
| 2007-2008             | Villarreal            | Liga                  | 25          | 3           | 4               | 0               | -                 | -                 | -          | -          | C3                             | 8                              | 5                              | 9        | 5        | 46    | 13    |
| Sous-total            | Sous-total            | Sous-total            | 36          | 7           | 4               | 0               | -                 | -                 | -          | -          | -                              | 8                              | 5                              | 14       | 10       | 62    | 22    |
| 2008-2009             | Feyenoord Rotterdam   | Eredivisie            | 13          | 9           | -               | -               | -                 | -                 | -          | -          | C3                             | 1                              | 0                              | 3        | 0        | 17    | 9     |
| 2009-2010             | Feyenoord Rotterdam   | Eredivisie            | 24          | 11          | 4               | 1               | -                 | -                 | -          | -          | -                              | -                              | -                              | 10       | 1        | 38    | 13    |
| Sous-total            | Sous-total            | Sous-total            | 37          | 20          | 4               | 1               | -                 | -                 | -          | -          | -                              | 1                              | 0                              | 13       | 1        | 55    | 22    |
| Total sur la carrière | Total sur la carrière | Total sur la carrière | 450         | 180         | 51              | 30              | 6                 | 1                 | 2          | 1          | -                              | 67                             | 23                             | 112      | 52       | 688   | 287   |

### Statistiques d'entraîneur
Mis à jour le 20 janvier 2024.
| Excelsior Rotterdam | 1 juillet 2013   | 26 décembre 2013 | 25  | 10 | 9  | 6  | 37  | 29  | +8  | 40,00 |
| Roda JC             | 26 décembre 2013 | 26 mai 2014      | 17  | 3  | 2  | 12 | 14  | 30  | -16 | 17,65 |
| Malmö FF            | 10 janvier 2020  | 30 décembre 2021 | 76  | 44 | 16 | 16 | 163 | 83  | +80 | 57,89 |
| Blackburn Rovers    | 1 juillet 2022   | Présent          | 87  | 40 | 13 | 34 | 140 | 135 | +5  | 51,16 |
| Total               | Total            | Total            | 205 | 97 | 40 | 68 | 354 | 277 | +77 | 49,06 |